# Нетте, Теодор Янович
Теодо́р Янович Не́тте (латыш. Teodors Nete; 15 августа 1896 года, Рига, Российская империя — 5 февраля 1926, Латвия) — дипломатический курьер Народного комиссариата иностранных дел СССР. Погиб при исполнении служебных обязанностей, защищая дипломатическую почту.
В память о героическом поступке Теодора Нетте МИД России ежегодно 5 февраля отмечает День памяти дипломатических курьеров, погибших при исполнении служебных обязанностей.

## Биография
Родился 15 августа 1896 года в Риге, в семье сапожника. Владел немецким языком, имел 4 класса образования.
К социал-демократической работе Теодора (Фёдора) приобщил отец, участвовавший в революционных событиях с 1905 года.
В социал-демократической партии Т. Нетте с 1914 года.
В апреле 1916 года в Рижском окружном суде слушалось дело отца и сына Нетте, обвинявшихся в поставке недоброкачественных сапог для армии. Обязанные по приказу лифляндского губернатора доставлять на нужды армии не менее двух пар сапог каждую неделю, сапожники Нетте принесли 13 пар, у которых при проверке подошвы оказались не кожаными, а картонными. Следствие по делу длилось 13 месяцев, Ян Нетте объяснял поставку брака тем, что на казённых сапогах они наживают всего «по полтинничку». Яна Нетте приговорили к трем годам заключения за саботаж, а Федора отпустили, после чего он, видимо, пошел в армию.
С 1917 года — снова в Латвии на нелегальной работе. С августа 1917 года находился на подпольной работе в частях немецких войск, занявших Ригу.
С начала 1918 года в Петрограде — секретарь отдела виз Наркоминдела РСФСР, затем — политкомиссар 2-го батальона 1-го латышского стрелкового полка. После провозглашения Советской Латвии в 1919 году участвовал в установлении советской власти в Елгаве. Был членом Елгавского революционного трибунала.
Участник Гражданской войны на Южном фронте РСФСР. С 1922 года — дипломатический курьер Наркоминдела РСФСР.

## Нападение на дипкурьеров Нетте и Махмасталя
5 февраля 1926 года в поезде Москва — Рига на перегоне между станциями Икскюль и Саласпилс неизвестные, вооружённые револьверами, потребовали от проводника показать купе дипкурьеров и напали на советского торгового представителя Л. Ф. Печерского (1885—1938). Дипкурьеры Теодор Нетте и Иоганн Махмасталь (1891—1942) услышали шум и приготовили оружие, но не успели закрыть дверь. Нападавшие нашли их и попытались с оружием в руках войти в купе. Нетте находился в невыгодной позиции — лёжа на верхней полке головой к двери , но выстрелив первым, он сразу же вывел из строя одного налётчика, и умер на месте, получив три пули в грудь. Махмасталь, будучи ранен в живот и в правую руку, был вынужден стрелять с левой и ранил ещё одного бандита. Нападавшие отступили; вскоре двоих из них нашли в купе проводника мёртвыми, а ещё, по крайней мере, один скрылся. Раненый Махмасталь оставался в купе и охранял диппочту до прибытия в Ригу, где его встретили сотрудники полпредства СССР. В убитых бандитах опознали граждан Литвы братьев Антона и Бронислава Габриловичей. Других результатов расследование, проведенное властями Латвии, не дало. 25 октября 1927 года следствие было закрыто за смертью обвиняемых. Советская сторона по этому поводу не возражала.
Нетте похоронен в Москве на Ваганьковском кладбище (20 уч.) с воинскими почестями: гроб с телом, установленный на орудийный лафет, сопровождал почетный караул, на церемонии присутствовало руководство наркомата по иностранным делам СССР во главе с Георгием Чичериным. В могилу гроб опускали под фабричные гудки и ружейные залпы.

## Увековечение памяти Нетте

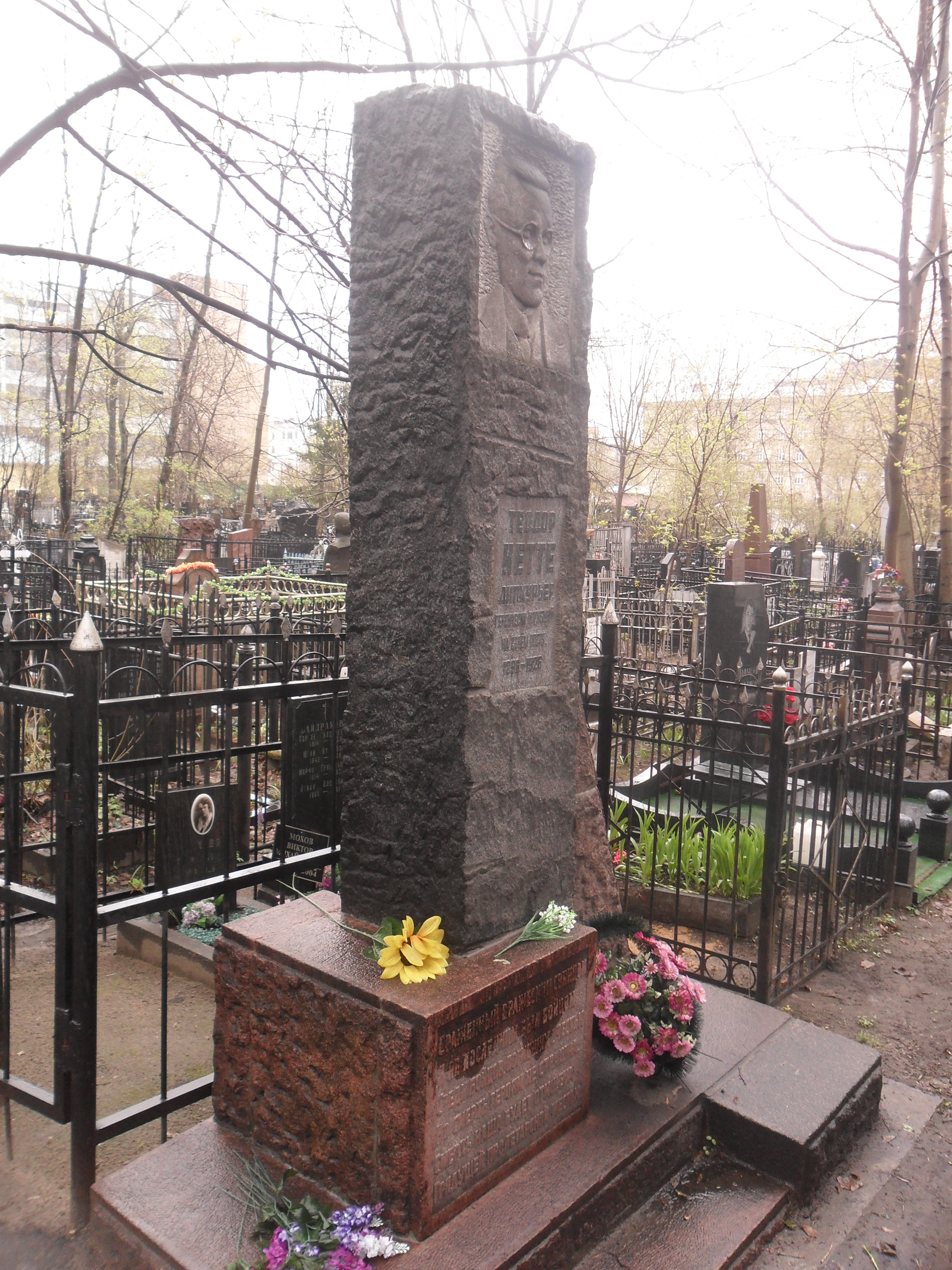
Могила Нетте на Ваганьковском кладбище

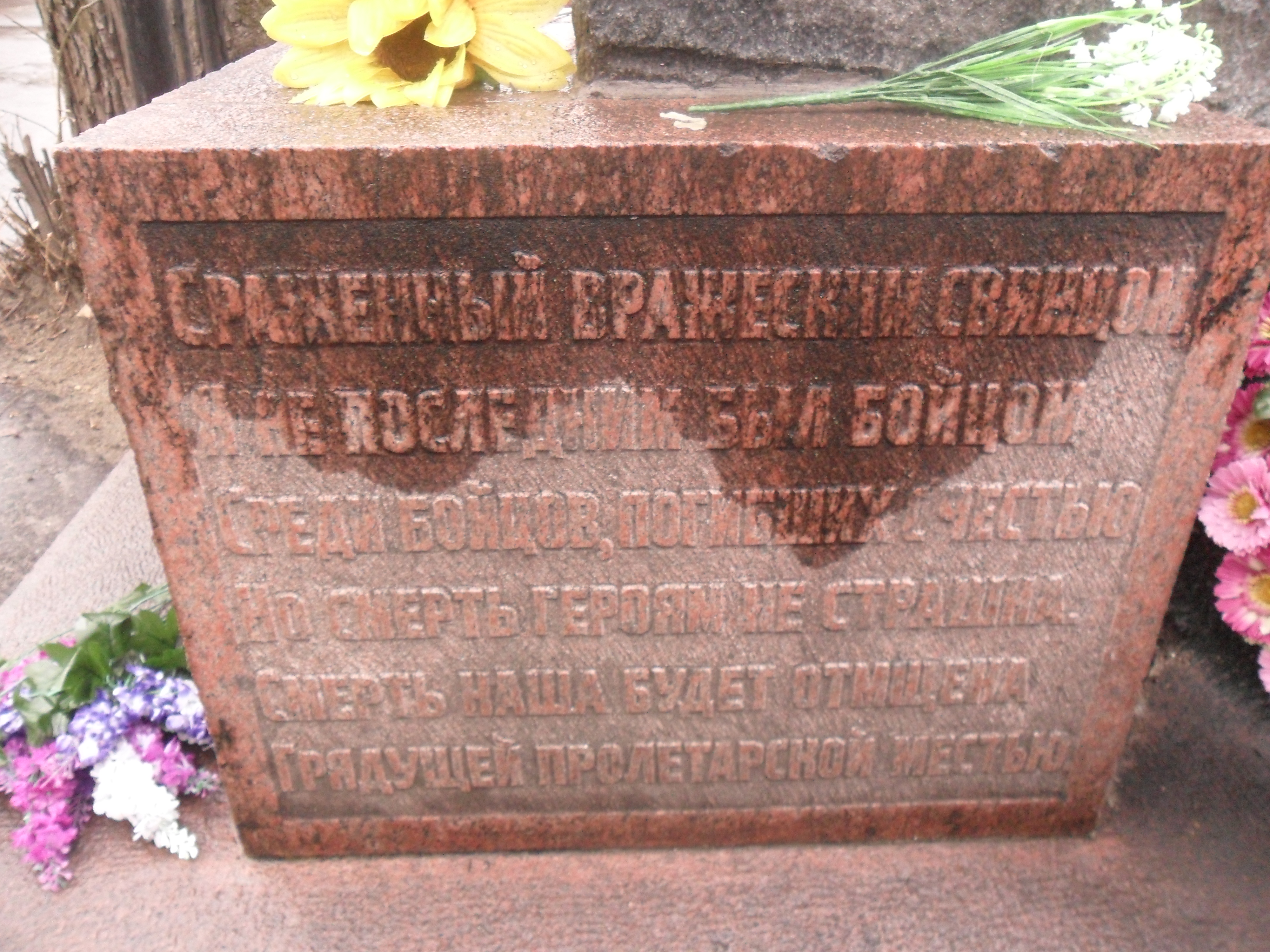
Эпитафия Демьяна Бедного на могиле Нетте

Нападение на советских дипкурьеров вызвало в СССР значительный общественный резонанс. В. В. Маяковский, с которым Нетте был лично знаком, посвятил этому событию стихотворение «Товарищу Нетте — пароходу и человеку».
В 1927 году вышел фильм «Сумка дипкурьера» кинорежиссёра Александра Довженко. Его сюжет, впрочем, весьма далек от реального инцидента 1926 года.
Нетте (посмертно) и Махмасталь были награждены орденом Красного Знамени.
В честь Теодора Нетте был переименован пароход «Тверь». В дальнейшем это имя носили последовательно ещё два судна Северного морского пароходства, газотурбоход постройки 1963 г. и лесовоз постройки 1990 г. типа «Павлин Виноградов» (однотипный с лесовозом «Иоганн Махмасталь»). В настоящее время в списках флота пароходства такого названия нет.
Дочь Теодора Нетте Ирину, которой на момент гибели отца было около года, взял на воспитание брат Теодора — Густав. Позднее он тоже стал дипкурьером и ездил за границу под фамилией Братов, а Ирина стала доцентом кафедры микробиологии биологического факультета МГУ.
5 февраля отмечается как день памяти дипкурьеров, погибших при исполнении служебных обязанностей.
Факт нападения на Теодора Нетте и Иоганна Махмасталя лёг в основу сюжета художественного фильма «Красные дипкурьеры» (Одесская киностудия, 1977 год).
Имя Теодора Нетте носили улица в Донецке, школа № 584 в Москве, Дом крестьянина в деревне Щёкино Клинского уезда.
В городе Икшкиле (Латвия) на улице Парбрауктувес рядом с железнодорожной станцией был установлен памятник Т. Нетте. В июне 2022 года вандалы замазали памятник красной краской, волонтеры его очистили, но позднее он был вновь замазан красной краской и снесен под покровом ночи в августе 2022 года.